# هاري هام
هاري هام هو ممثل كندي، ولد في 1886 في كندا، وتوفي في 1943.

## وصلات خارجية
- هاري هام على موقع IMDb (الإنجليزية)
- هاري هام على موقع أول موفي (الإنجليزية)
- هاري هام على موقع قاعدة بيانات الفيلم (الإنجليزية)
- هاري هام على موقع كينوبويسك (الروسية)